# Another One Bites the Dust
Another One Bites the Dust è un singolo del gruppo musicale britannico Queen, pubblicato il 22 agosto 1980 come quarto estratto dall'ottavo album in studio The Game.
Scritto dal bassista John Deacon, divenne il singolo di maggior successo dell'album, raggiungendo la vetta della Billboard Hot 100 negli Stati Uniti d'America (posizione mantenuta per tre settimane) e della Billboard Canadian Hot 100, mantenuta per quattro settimane. È accreditata come la hit dal più alto numero di vendite dei Queen, con oltre dieci milioni di copie vendute nel mondo, seconda solo alla celeberrima Bohemian Rhapsody, con oltre 15 milioni di copie vendute a livello mondiale.
Michael Jackson convinse i Queen a pubblicare la canzone come singolo, credendo fortemente nel suo potenziale commerciale. Nel 1981 venne inserita nella raccolta Greatest Hits. Nel 1998, la canzone è stata remixata con l'aggiunta della voce del rapper Wyclef Jean per essere inserita nella colonna sonora del film Small Soldiers; tale versione è stata poi, l'anno successivo, inserita nella raccolta Greatest Hits III.

## Descrizione
Brano molto influenzato da elementi funk e tipici della disco music, fu scritto dal bassista John Deacon. La linea di basso è molto simile a quella presente nel brano Good Times degli Chic, riutilizzata anche per il brano Rapper's Delight della Sugarhill Gang.
Inoltre, nel brano non sono impiegati sintetizzatori: tutti gli effetti sono creati infatti attraverso pianoforte, chitarre elettriche e batteria, con successivi nastri in playback suonati al contrario a varie velocità. Alla fine, gli effetti sonori furono filtrati attraverso un armonizzatore.

### Registrazione

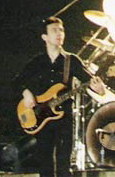
John Deacon, autore di Another One Bites the Dust, 1979

Le sedute di registrazione nelle quali venne incisa la canzone – prodotte da Reinhold Mack, si svolsero ai Musicland Studios di Monaco di Baviera nella primavera del 1980. Deacon suonò quasi tutti gli strumenti nel pezzo: basso, pianoforte, chitarra elettrica, e fornì il battito di mani. Roger Taylor aggiunse poi un loop di batteria e Brian May contribuì con un'altra parte di chitarra e un Eventide Harmonizer.
Dopo aver assistito a un concerto dei Queen a Los Angeles, nel backstage Michael Jackson suggerì a Freddie Mercury che Another One Bites the Dust sarebbe stato un singolo perfetto.
Il 30 gennaio, agli American Music Awards del 1981, Another One Bites the Dust si aggiudicò il premio come "Favorite Pop/Rock Single". Il singolo fece guadagnare ai Queen una candidatura ai Grammy Award nella categoria Best Rock Performance by a Duo or Group with Vocal, perdendo tuttavia nei confronti di Against the Wind di Bob Seger.
La traccia era stata inserita nella colonna sonora preliminare di Rocky III, prima di essere sostituita da Eye of the Tiger dei Survivor.

## Presunti messaggi nascosti
Agli inizi degli anni ottanta, Another One Bites the Dust fu uno dei brani accusati da cristiani evangelici di contenere messaggi subliminali. Venne quindi affermato che il ritornello, se riprodotto al contrario, rivelasse qualcosa del tipo "Decide to smoke marijuana", "It's fun to smoke marijuana", o "Start to smoke marijuana".
Un portavoce della Hollywood Records smentì categoricamente che il brano contenesse tali messaggi.

## Video musicale
Il videoclip del brano, diretto da Daniella Green, fu girato il 9 agosto 1980, presso la Reunion Arena di Dallas in Texas, durante una tappa del The Game Tour.

## Tracce
Lato A
1. Another One Bites the Dust – 3:34 (John Deacon)

Lato B
1. Dragon Attack – 4:19 (Brian May)

## Formazione
Gruppo
- Freddie Mercury – voce
- Brian May – chitarra elettrica
- John Deacon – basso, pianoforte, chitarra elettrica[17][27]
- Roger Taylor – batteria

Produzione
- Queen – produzione
- Mack – ingegneria del suono, coproduzione
- Allen Zentz – mastering

## Classifiche

### Classifiche settimanali
| Classifica (1980)        | Posizione massima |
| ------------------------ | ----------------- |
| Australia                | 5                 |
| Austria                  | 6                 |
| Belgio (Fiandre)         | 9                 |
| Canada                   | 1                 |
| Germania                 | 6                 |
| Irlanda                  | 4                 |
| Italia                   | 10                |
| Nuova Zelanda            | 2                 |
| Paesi Bassi              | 11                |
| Regno Unito              | 7                 |
| Spagna                   | 1                 |
| Stati Uniti              | 1                 |
| Stati Uniti (dance club) | 2                 |
| Stati Uniti (R&B)        | 2                 |
| Sudafrica                | 3                 |
| Svezia                   | 12                |
| Svizzera                 | 8                 |

### Classifiche di tutti i tempi
| Classifica (1958-2021) | Posizione |
| ---------------------- | --------- |
| Stati Uniti            | 48        |